# Wimbledon Championships 2007
Die 121. Wimbledon Championships fanden vom 25. Juni bis zum 8. Juli 2007 in London statt. Ausrichter war der All England Lawn Tennis and Croquet Club.
Erstmals in der Turniergeschichte bekamen der Gewinner und die Gewinnerin des Einzels mit 700.000 Pfund Sterling das gleiche Preisgeld.
Im Herreneinzel gewann Roger Federer zum fünften Mal in Folge und im Dameneinzel Venus Williams. Im Herrendoppel siegten Arnaud Clément und Michaël Llodra, im Damendoppel Cara Black und Liezel Huber. Den Titel im Mixed gewannen Jelena Janković und Jamie Murray.

## Herreneinzel
Setzliste
| Nr. | Spieler           | Erreichte Runde |
| --- | ----------------- | --------------- |
| 01. | Roger Federer     | Sieg            |
| 02. | Rafael Nadal      | Finale          |
| 03. | Andy Roddick      | Viertelfinale   |
| 04. | Novak Đoković     | Halbfinale      |
| 05. | Fernando González | 3. Runde        |
| 06. | Nikolai Dawydenko | Achtelfinale    |
| 07. | Tomáš Berdych     | Viertelfinale   |
| 08. | Andy Murray       | Rückzug         |
| 09. | James Blake       | 3. Runde        |
| 10. | Marcos Baghdatis  | Viertelfinale   |
| 11. | Tommy Robredo     | 2. Runde        |
| 12. | Richard Gasquet   | Halbfinale      |
| 13. | Tommy Haas        | Achtelfinale    |
| 14. | Michail Juschny   | Achtelfinale    |
| 15. | Ivan Ljubičić     | 3. Runde        |
| 16. | Lleyton Hewitt    | Achtelfinale    |

| Nr. | Spieler               | Erreichte Runde |
| --- | --------------------- | --------------- |
| 17. | David Ferrer          | 2. Runde        |
| 18. | Jarkko Nieminen       | 3. Runde        |
| 19. | Jonas Björkman        | Achtelfinale    |
| 20. | Juan Carlos Ferrero   | Viertelfinale   |
| 21. | Dmitri Tursunow       | 3. Runde        |
| 22. | Guillermo Cañas       | 3. Runde        |
| 23. | David Nalbandian      | 3. Runde        |
| 24. | Juan Ignacio Chela    | 2. Runde        |
| 25. | Carlos Moyá           | 1. Runde        |
| 26. | Marat Safin           | 3. Runde        |
| 27. | Philipp Kohlschreiber | 1. Runde        |
| 28. | Robin Söderling       | 3. Runde        |
| 29. | Agustín Calleri       | 2. Runde        |
| 30. | Filippo Volandri      | 1. Runde        |
| 31. | Dominik Hrbatý        | 1. Runde        |
| 32. | Juan Mónaco           | 1. Runde        |

## Dameneinzel
Setzliste
| Nr. | Spielerin          | Erreichte Runde |
| --- | ------------------ | --------------- |
| 01. | Justine Henin      | Halbfinale      |
| 02. | Marija Scharapowa  | Achtelfinale    |
| 03. | Jelena Janković    | Achtelfinale    |
| 04. | Amélie Mauresmo    | Achtelfinale    |
| 05. | Swetlana Kusnezowa | Viertelfinale   |
| 06. | Ana Ivanović       | Halbfinale      |
| 07. | Serena Williams    | Viertelfinale   |
| 08. | Anna Tschakwetadse | 2. Runde        |
| 09. | Martina Hingis     | 2. Runde        |
| 10. | Daniela Hantuchová | Achtelfinale    |
| 11. | Nadja Petrowa      | Achtelfinale    |
| 12. | Jelena Dementjewa  | 2. Runde        |
| 13. | Dinara Safina      | 2. Runde        |
| 14. | Nicole Vaidišová   | Viertelfinale   |
| 15. | Patty Schnyder     | Achtelfinale    |
| 16. | Shahar Peer        | 2. Runde        |

| Nr. | Spielerin               | Erreichte Runde |
| --- | ----------------------- | --------------- |
| 17. | Tatiana Golovin         | 2. Runde        |
| 18. | Marion Bartoli          | Finale          |
| 19. | Katarina Srebotnik      | 2. Runde        |
| 20. | Sybille Bammer          | 2. Runde        |
| 21. | Tathiana Garbin         | 2. Runde        |
| 22. | Anabel Medina Garrigues | 1. Runde        |
| 23. | Venus Williams          | Sieg            |
| 24. | Aljona Bondarenko       | 3. Runde        |
| 25. | Lucie Šafářová          | 3. Runde        |
| 26. | Ai Sugiyama             | 3. Runde        |
| 27. | Samantha Stosur         | 2. Runde        |
| 28. | Mara Santangelo         | 3. Runde        |
| 29. | Francesca Schiavone     | 2. Runde        |
| 30. | Olga Putschkowa         | 1. Runde        |
| 31. | Michaëlla Krajicek      | Viertelfinale   |
| 32. | Martina Müller          | 2. Runde        |

## Herrendoppel
Setzliste
| Nr. | Paarung                        | Erreichte Runde |
| --- | ------------------------------ | --------------- |
| 01. | Bob Bryan Mike Bryan           | Finale          |
| 02. | Jonas Björkman Maks Mirny      | 1. Runde        |
| 03. | Mark Knowles Daniel Nestor     | Viertelfinale   |
| 04. | Fabrice Santoro Nenad Zimonjić | Halbfinale      |
| 05. | Martin Damm Leander Paes       | Viertelfinale   |
| 06. | Paul Hanley Kevin Ullyett      | 2. Runde        |
| 07. | Jonathan Erlich Andy Ram       | 2. Runde        |
| 08. | Simon Aspelin Julian Knowle    | 1. Runde        |
| 09. | Lukáš Dlouhý Pavel Vízner      | Viertelfinale   |

| Nr. | Paarung                          | Erreichte Runde |
| --- | -------------------------------- | --------------- |
| 10. | Arnaud Clément Michaël Llodra    | Sieg            |
| 11. | Mahesh Bhupathi Radek Štěpánek   | Rückzug         |
| 12. | Ashley Fisher Tripp Phillips     | 1. Runde        |
| 13. | Jaroslav Levinský David Škoch    | Achtelfinale    |
| 14. | Jeff Coetzee Rogier Wassen       | 1. Runde        |
| 15. | Martín García Sebastián Prieto   | 2. Runde        |
| 16. | Mariusz Fyrstenberg Łukasz Kubot | 2. Runde        |
| 17. | Yves Allegro Jim Thomas          | 1. Runde        |

## Damendoppel
Setzliste
| Nr. | Paarung                                        | Erreichte Runde |
| --- | ---------------------------------------------- | --------------- |
| 01. | Lisa Raymond Samantha Stosur                   | Halbfinale      |
| 02. | Cara Black Liezel Huber                        | Sieg            |
| 03. | Chan Yung-jan Chuang Chia-jung                 | 2. Runde        |
| 04. | Katarina Srebotnik Ai Sugiyama                 | Finale          |
| 05. | Květa Peschke Rennae Stubbs                    | Viertelfinale   |
| 06. | Alicia Molik Mara Santangelo                   | Halbfinale      |
| 07. | Janette Husárová Meghann Shaughnessy           | 2. Runde        |
| 08. | Anabel Medina Garrigues Virginia Ruano Pascual | 2. Runde        |

| Nr. | Paarung                            | Erreichte Runde |
| --- | ---------------------------------- | --------------- |
| 09. | Tathiana Garbin Paola Suárez       | 1. Runde        |
| 10. | Jelena Lichowzewa Sun Tiantian     | Viertelfinale   |
| 11. | Maria Elena Camerin Gisela Dulko   | 1. Runde        |
| 12. | Marija Kirilenko Jelena Wesnina    | 2. Runde        |
| 13. | Dinara Safina Roberta Vinci        | 1. Runde        |
| 14. | Wera Duschewina Tetjana Perebyjnis | 1. Runde        |
| 15. | Vania King Jelena Kostanić Tošić   | 1. Runde        |
| 16. | Sania Mirza Shahar Peer            | 3. Runde        |

## Mixed
Setzliste
| Nr. | Paarung                          | Erreichte Runde |
| --- | -------------------------------- | --------------- |
| 01. | Lisa Raymond Mike Bryan          | 2. Runde        |
| 02. | Samantha Stosur Bob Bryan        | Achtelfinale    |
| 03. | Yan Zi Mark Knowles              | 2. Runde        |
| 04. | Liezel Huber Kevin Ullyett       | 2. Runde        |
| 05. | Alicia Molik Jonas Björkman      | Finale          |
| 06. | Mara Santangelo Simon Aspelin    | 2. Runde        |
| 07. | Nathalie Dechy Andy Ram          | Achtelfinale    |
| 08. | Meghann Shaughnessy Leander Paes | Viertelfinale   |

| Nr. | Paarung                         | Erreichte Runde |
| --- | ------------------------------- | --------------- |
| 09. | Cara Black Marcin Matkowski     | Viertelfinale   |
| 10. | Květa Peschke Pavel Vízner      | Achtelfinale    |
| 11. | Jelena Lichowzewa Daniel Nestor | Halbfinale      |
| 12. | Chuang Chia-jung Todd Perry     | Achtelfinale    |
| 13. | Chan Yung-jan Rogier Wassen     | Achtelfinale    |
| 14. | Sun Tiantian Julian Knowle      | Achtelfinale    |
| 15. | Jelena Wesnina Jonathan Erlich  | 2. Runde        |
| 16. | Tetjana Perebyjnis Paul Hanley  | Achtelfinale    |

## Herrendoppel-Rollstuhl
Setzliste
| Nr. | Paarung                      | Erreichte Runde |
| --- | ---------------------------- | --------------- |
| 01. | Shingo Kunieda Satoshi Saida | Finale          |
| 02. | Robin Ammerlaan Ronald Vink  | Sieg            |